# 1867 no jornalismo
Nesta página encontrará referências aos acontecimentos directamente relacionados com o jornalismo ocorridos durante o ano de 1867.

## Eventos
- 6 de janeiro — Publicação do primeiro número do jornal português "Distrito de Évora", que foi publicado até Setembro desse mesmo ano.[1]

## Nascimentos
| Data        | Nome         | Profissão                      | Nacionalidade                              | Observações | Ref |
| ----------- | ------------ | ------------------------------ | ------------------------------------------ | ----------- | --- |
| 12 de março | Raul Brandão | militar, jornalista e escritor | Reino Unido de Portugal, Brasil e Algarves | m. 1930     |     |

## Mortes
| Data | Nome | Profissão | Nacionalidade | Observações | Ref |
| ---- | ---- | --------- | ------------- | ----------- | --- |